# 臥竜寺
臥竜寺（がりゅうじ）は、中華人民共和国陝西省西安市碑林区柏樹林街道にある仏教寺院。

## 歴史
臥竜寺は後漢に建立された。
隋代は福応禅院と称した。
唐代、「観音寺」と改称。咸通元年（860年）と乾符元年（874年）、僧侶は前後して寺の中で石刻陀羅尼経幢を建てました。
北宋の初期に高僧の恵果（臥竜先生）が寺の住職に入した。北宋の太宗の時期（976年-997年）、臥竜寺に正式に改名した。
1900年、西太后により「慈雲悲日」「三乗迭耀」「勅建十方臥竜禅林」の額を賜った。
1931年、朱子橋が伽藍を整備した。仏学国書館がここに設置されている。
1957年5月31日、陝西省人民政府は仏寺を陝西省文物保護単位に認定した。1966年、毛沢東が文化大革命を発動し、寺院の宗教活動は中止に追い込まれた。紅衛兵により對寺廟などの宗教施設が徹底的に破壊された。寺内のすべての文化財が消えた。方丈の朗照法師と僧侶は毒を飲んで自殺させられました。1983年、中華人民共和国国務院は仏寺を漢族地区仏教全国重点寺院に認定した。

## 伽藍
山門、金剛殿、天王殿、祖師殿、菩薩殿、大雄宝殿、禅堂、念仏堂、客堂、寮房、厨房、禅堂、庫房、主寮、祖堂、法堂、方丈室